# رشيق (اسم)
رشيق هو اسم علم مذكر من أصل عربي، ومعناه هو صفة مشبهة، للخفيف الحركة.

## شخصيات تحمل الاسم
- رشيق الوردامي (القرن 9 – القرن 10)

## وصلات خارجية
- موسوعة السلطان قابوس لأسماء العرب نسخة محفوظة 5 أبريل 2019 على موقع واي باك مشين.